# Luigi Borzì
Luigi Borzì (Messina, 1853 – 1919) è stato un ingegnere e architetto italiano, già capo dell'ufficio tecnico del comune di Messina.

## Carriera
Borzì elaborò il nuovo piano regolatore della città di Messina, che fu approvato il 31 dicembre 1911.
Assieme a Santo Buscema e Rucilio Ceccolini fu autore del primo progetto di ricostruzione della Palazzata di Giacomo Minutoli, distrutta durante il terremoto del 1908. La Palazzata di Borzì-Buscema-Ceccolini fu realizzata solo in parte.

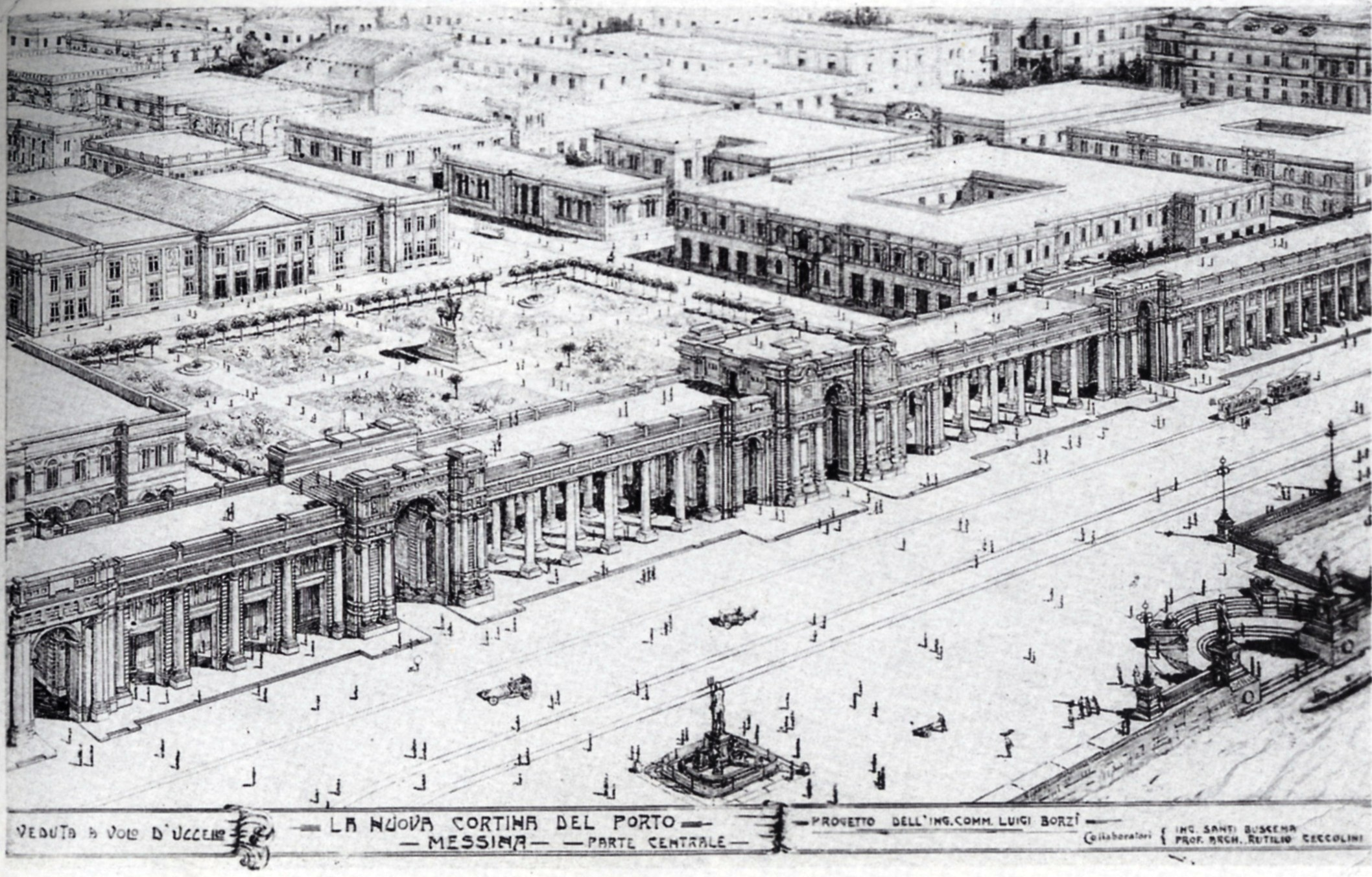
La Palazzata di Luigi Borzì